# John Kells Ingram
John Kells Ingram (Templecarne, 7 luglio 1823 – Dublino, 1º maggio 1907) è stato un economista, scrittore, poeta e patriota irlandese.

## Biografia

### 1837 - Trinity College Dublin
Sua carriera a Trinity College Dublin: 
- 1838 Sizarship
- 1840 Senior moderatorship di Matematica
- 1842 Scholarship
- 1843 BA degree
- 1846 Fellow
- 1852 Professore di Oratoria (1852–1866)
- 1855 Professore di Letteratura inglese (1852–1866)
- 1866 Regius Professor di Lingua greca (1866–1877)
- 1879 College Lecturer (1879–1887)
- 1886 Senior Lecturer (Bibliotecario)
- 1891 D.Litt.
- 1893 LL.D., Università di Glasgow
- 1893 Registrar
- 1898 Vice Provost (1898–1899)

### 1843 - The Memory of the Dead
(La memoria dei morti)

### 1907
Ingram morì il 1º maggio 1907 a Dublino. È sepolto nel cimitero Mount Jerome Cemetery  a Dublino

## Pubblicazioni importanti

### Poesia
- 1840 - Sonnets -, Dublin University Magazine
- 1843 - The Memory of the Dead
- 1845 - The pirate's revenge, or, A tale of Don Pedro and Miss Lois Maynard -, Boston 1845
- 1846 - Amelia Somers, the orphan, or, The buried alive -, Wright's Steam Power Press, Boston 1846
- 1897 - Love and Sorrow, priv., Dublino 1897
- 1900 - Sonnets and Other Poems, Adam & Charles Black, London 1900

### Opere
- 1843 - Geometrical properties of certain surfaces -, Transactions of the Dublin University Philosophical Society, Vol. I, pp. 57–63, 1843
- 1843 - On chordal envelopes -, Transactions of the Dublin University Philosophical Society, Vol. I, pp. 156–158, 1843
- 1843 - On the properties of inverse curves and surfaces -, Transactions of the Dublin University Philosophical Society, Vol. I, pp. 159–162, 1843
- 1861 - On the opus majus of Roger Bacon -, Proceedings of the Royal Irish Academy, Ser. 1, Vol. VII, pp. 9–15, 1857-61
- 1864 - Considerations on the State of Ireland, Edward Ponsonby, Dublino 1864
- 1874 - Greek and Latin etymology in England -, Hermathena: a Dublin University review, Vol. I, No. II, pp. 407–440, 1874
- 1863 - Notes on Shakespeare's historical plays -, Trinity College Library, Ms. I. 6. 40
- 1863 - A paper on the chronological order of Shakespeare's plays -, Trinity College Library, Ms. I. 6. 34
- 1863 - Latin etymological notes, by John Kells Ingram -, Dublin: National Library of Ireland, Ms. 253
- 1864 - A comparison between the English and Irish poor laws with respect to the conditions of relief -, Journal of the Statistical and Social Inquiry Society of Ireland, Vol. IV, pp. 43–61, May, 1864
- 1873 - Miscellaneous notes -, Hermathena: a Dublin University review, Vol. I, No. 1, pp. 247–250, 1873
- 1875 - Commonplace book of J. K. Ingram, 1880-1. Address by Ingram to the Dublin Shakespearean Society, Dec. 10, 1875 -, Trinity College Library, Mss. I. 6. 36-37
- 1875 - On thama and thamakis in Pindar -, Hermathena: a Dublin University review, Vol. II, No. III, pp. 217–227, 1875
- 1875 - Address at the opening of the twenty-ninth session; the organization of charity and the education of the children of the state -, Journal of the Statistical and Social Inquiry Society of Ireland, Vol. VI, pp. 449–473, December, 1875
- 1876 - Bishop Butler and Mr. Matthew Arnold, a note -, Hermathena: a Dublin University review, Vol. II, No. IV, pp. 505–506, 1876
- 1876 - tional facts and arguments on the boarding-out of pauper children -, Journal of the Statistical and Social Inquiry Society of Ireland, Vol. VI, pp. 503–523, February, 1876
- 1876 - Greek and Latin etymology in England, No. II. -, Hermathena: a Dublin University review, Vol. II, No. IV, pp. 428–442, 1876
- 1876 - Additional facts and arguments on the boarding-out of pauper children: being a paper read before the Statistical and Social Inquiry Society of Ireland on Tuesday, 18th January, Dublin -, Edward Ponsonby, Dublino 1876
- 1879 - The Present Position and Prospects of Political Economy -, Statistical and Social Inquiry Society of Ireland, 1879 -  (Aug. 1878?)
- 1880 - Work and the workman: being an address to the Trades Union Congress in Dublin, September, 1880  -,  Eason & Son, Dublino 1928
- 1881 - Report of Council on Mr. Jephson's suggestions as to Census for 1881 -, Statistical and Social Inquiry Society of Ireland, 1881 -
- 1881 - Etymological notes on Liddell and Scott's lexicon -, Hermathena: a Dublin University review, Vol. IV, No. VII, pp. 105–120, 1881
- 1881 - Work and the workman: an address to the Trades' Union Congress -,  Journal of the Statistical and Social Inquiry Society of Ireland, Vol. VIII, pp. 106–123, January, 1881
- 1882 - On Two Collections of Mediaeval Moralized Tales -, Dublin 1882
- 1883 - Notes on Latin lexicography -, Hermathena: a Dublin University review, Vol, IV, No, VIII, pp. 310–316, 1882, No. IX, pp. 402–412, 1883
- 1896 - An address delivered before the Royal Irish Academy on February 24th, 1896 -, Royal Irish Academy, Dublino 1896
- 1888 - A correction -,Hermathena: a Dublin University review, Vol. VI, No. XIV, pp. 366–367, 1888
- 1888 - On a fragment of an ante-Hieronymian version of the Gospels, in the Library of Trinity College, Dublin. See also Ser.2, Vol. III, Pp. 374-5, 1845-7 -, Proceedings of the Royal Irish Academy, Polite Literature and AntiquitiesSer. 2, Vol. II, pp. 22–23, 1879-88
- 1888 - A History of Political Economy Edinburgh, Adam & Charles Black, Londra 1888; Macmillan, New York 1894, Dodo Press, 2008, ISBN 978-1-40995-901-5, (Italiano: 1892)
- 1888 – Essays in Political Economy –
- 1889 - Memoir of the late William Neilson Hancock -, Journal of the Statistical and Social Inquiry Society of Ireland, Vol. IX, pp. 384–393, August, 1889
- 1889 - Memoir of the late William Neilson Hancock, LL.D., Q.C -, Statistical and Social Inquiry Society of Ireland, 1881 -
- 1891 - Presidential Address reviewing the affairs of the Academy since its foundation -, Proceedings of the Royal Irish Academy, Ser. 3, Vol. II, (Appendix) pp. 107–28, 1891-3
- 1892 - The past and present work of the Royal Irish Academy: an address delivered at the stated meeting of that body, November 30th, 1892 -,  Ponsonby & Weldrick, Dublino 1892
- 1893 - Etymological notes on Lewis and Short's Latin dictionary -, Hermathena: a Dublin University review, Vol. VIII, No. XIX, pp. 326–343, 1893
- 1893 - English translation of the first three books of Thomas à Kempis - De imitatione Christi - by JKI
- 1893 - Etymological notes on Lewis and Short's Latin dictionary - [1]
- 1895 - A History of Slavery and Serfdom, Adam & Charles Black, Londra 1895; Macmillan, New York 1895, (reprinted Lightning Source (2007), ISBN 1-4304-4390-1
- 1901 -  Human nature and morals according to Auguste Comte. With notes illustrative of the principles of Positivism, Adam & Charles Black, Londra, 1901, ISBN.
(2 editions published in 1901 in English and held by 37 libraries worldwide)
- 1900 - Outlines of history of religion, London 1900, General Books, 2009, ISBN 978-0-217-26725-0
- 1904 - Practical Morals. A Treatise on Universal Education, Londra 1904
- 1905 - The Final Transition. A Sociological Study, Londra 1905

## Fonte secundaria
- Philip Abrams - The Origin of British Sociology, 1834-1914 -, Chicago 1968
- K. C. Bailey - A History of Trinity College Dublin 1892-1945 -, University Press, Dublino 1947
- Sean D. Barrett - John Kells Ingram (1823–1907)
- Douglas Bennett - The Silver Connection -, TCD 1988
- Robert Dennis Collison Black - Centenary History of the Statistical and Social Inquiry Society of Ireland -, Dublino 1947
- Robert Botelier - Ordnance Survey Memoirs of Ireland -, Dublino 1834
- Thomas A. Boylan & Timothy P. Foley - Political Economy and Colonial Ireland, the Propagation and Ideological Function of Economic Discourses in the 19th Century - , p. 190., Routledge, Londra 1992
- Auguste Comte & John Kells Ingram - Passages from the Letters of Auguste Comte -, Bibliobazaar, 2008, ISBN 978-0-554-88013-6 - Sample:
- Declan Budd & Ross Hinds - The Hist and Edmund Burke's Club -, Lilliput Press, Dublino 1997
- Mary Daly - The Spirit of Ernest Inquiry. The Statistical and Social Inquiry Society of Ireland 1847-1997 -, Dublino 1997
- Dominic Daly - The Young Douglas Hyde, chapter IV; n.6, p. 209, 1974
- J. F. Deane - Irish Poetry of Faith and Doubt -, Introduction, p. 12., Wolfhound Press, Dublino 1991
- Seamus Deane - Field Day Anthology of Irish Writing -, Derry 1991
- Richard Theodore Ely - Introduction to Ingram -, 1915
- Caesar Litton Falkiner - Memoir of John Kells Ingram -, Sealy, Bryers and Walker, Dublino 1907
- Caesar Litton Falkiner - A Memoir of the Late John Kells Ingram LL.D. - sometime President of the Society -, Journal of the Statistical and Social Inquiry Society of Ireland, part 88, pages 105-123, Dublino 1907 – Sample:
- Tadhg Foley - Praties, Professors, and Political Economy, pp. 6–7, Irish Reporter, Third Quarter 1995
- Michael Richard Daniell Foot & H. C. G. Matthews - The Galdstone Diaries -
- J. P. Gannon - To John Kells Ingram, LL. D., on reading his defence of Positivism: a poem beginning "Bright spirit muffled in the mist of earth" -, The New Ireland review, Vol. XVII, pp. 101–102, April, 1902
- J. T. Gibbs - Literary distinction: re John Kells Ingram and "The Memory of the Dead", quoting his reference to it in 1900 -, The Irish book lover, Vol. XVII, p. 117, September-October, 1929
- C. Gide & C. Rist - A History of Economic Doctrines, Londra 1964
- Oliver Goldsmith - Destitution of niece. Letter from J. K. Ingram. -,  The Irish builder, Vol. XVII, no. 374, p. 201, July 15, 1875
- H. A. Hickson - Dublin Verses by Members of Trinity College -, Londra 1895
- Gordon L. Herries Davies - Hosce meos filios -, Amsterdam 1991
- C. C. Holland - Trinity College Dublin and the Idea of a University -, Dublino 1991
- Bruce L. Kinzer - Enland's Disgrace: J. S. Mills and the Irish Question -, University of Toronto Press, Toronto 2001
- John Victor Luce - Trinity College Dublin. The First 400 Years. -, Dublino 1992
- Thomas William Lyster - Bibliography of the Writings of John Kells Ingram, Dublino 1908
- Thomas William Lyster - J. K. Ingram: A Bibliography -, in An Leabharlann: journal of the Library Association of Ireland, volume III, no. 1, June, 1909, 46pp. [var. 1907-08].
- J. G. Swift MacNeill - What I Have Seen and Heard, Boston 1925
- Justin McCarthy - Irish Literature -, p. 2,166., Catholic University of America,  Washington 1904
- Robert Brendan McDowell & D. A. Webb - Trinity College 1592-1952 -, Cambridge 1982
- Brian McKenna - Irish Literature, 1800-1875: A Guide to Information Sources - Gale Research Co., Detroit 1978) (He cites Thomas W. Lyster, ‘W. K. Ingram: A Bibliography' (Dublin: Cumann na Leabharlann 1907-08), p. 203.)
- S. Shannon Millin - Our society: its aims and achievements (1847-1919)  -, Statistical and Social Inquiry Society of Ireland, 1919 -
- Gregory C. Moore - Nicholson Versus Ingram on the History of Political Economy and a Charge of Plagiarism -, Journal of the History of Economic Thought, volume 22 (4), p. 433-460 – Sample:
- Gregory C. Moore – John Kells Ingram, the Comtean Movement, and the English Methodenstreit
- Sean Moran - Ingram and Ireland: the problem of the poem on "Ninety-Eight" (quoting Sean T. O'Kelly) -, journal article in The Catholic bulletin, volume XXVI, pp. 221-226, March, 1936
- Canon John Murphy - Two Irish Parliaments: A Contrast -, 1909
- J. A. T. Noble - Dear Ireland when you're free -
- Frederick Apthorp Paley - "Greek and Latin etymology in England" (a reply to J. K. Ingram) -, Hermathena: a Dublin University review, Vol. II, No. IV, pp. 377-386, 1876
- M. O'Riordan - Dr. Ingram's "Outlines of the history of religion", reviewed by Rev. M. O'Riordan -, The New Ireland review, Vol. XIII, pp. 200-217, June, 1900
- Cyril Pearl - Three Lives of Charles Gavan Duffy, pp. 29, 230, O'Brien Press, Dublino 1979
- Gary K. Peatling - Who fears to speak of politics?: John Kells Ingram and Hypothetical Nationalism -, in Irish Historical Studies, Volume 31, No. 122 (November 1998)
- William Bedell Stanford - Ireland and the Classical Tradition -, p. 116 (IAP 1976; 1984)
- Eric Roll - A History of Economic Thought -, Londra 1938
- Edmund Clarence Stedman - A Victorian Anthology, 1837–1895- , 1895
- Robert Yelverton Tyrrell - The Memory of the Dead
- D. A. Webb & R. B. McDowell - Trinity College Dublin, 1592-1952: An academic history -, Cambridge 1982
- T. T. West - The Bold Collegians -, Lilliput Press, Dublino 1991
- Michel S. Zouboulakis - Contesting the autonomy of political economy: The early positivist criticism of economic knowledge -,  The European Journal of the History of Economic Thought, volume 15, issue 1, pages 85–103,  March 2008